# برتینی-سور-ارژ
شهر برتینی-سور-اُرژ (به فرانسوی: Brétigny-sur-Orge) در شهرستان اسون در ناحیه ایل-دو-فرانس با جمعیت ۲۲٬۷۵۳ نفر در کشور فرانسه واقع شده است